# Eliana (álbum de 1997)
Eliana é o quinto álbum de estúdio da apresentadora e cantora brasileira de mesmo nome, lançado em 1997 pelas gravadoras BMG e RCA (atual Sony Music Brasil).
O disco, produzido por uma equipe que incluía quatro produtores, destaca-se por ser voltado principalmente para crianças da pré-escola, e inclui canções como "Xô Preguiça" e "Beijomania".
Comercialmente, tornou-se um sucesso, vendendo mais de 350 mil cópias em 1997 e recebendo certificado de disco de ouro pela organização Associação Brasileira dos Produtores de Discos (ABPD).

## Produção e gravação
O jornal Tribuna da Imprensa informou em 25 de julho de 1997 que a BMG contratou quatro produtores para trabalharem no sexto disco de Eliana, incluindo um produtor espanhol. Destacou também que uma das músicas gravadas era dedicada ao Natal e que Eliana emocionou a todos durante a gravação da faixa.
Na época da gravação e do lançamento, houve rumores de que Eliana estaria gravando seu primeiro álbum em espanhol, que incluiria seus maiores sucessos no idioma. A cantora chegou a fazer aulas para aperfeiçoar sua pronúncia, mas o projeto não foi adiante.
O disco contém, em sua maioria, canções destinadas a crianças da pré-escola, como "Sacudi", "A Cigarra e a Formiguinha", "Tic Tac Tac" e "As Estações". Além das músicas, o encarte traz uma ficha para se tornar sócio do fã-clube da cantora e figurinhas adesivas. O jornal Pioneiro o indicou como um ótimo presente para crianças em amigo secreto de fim de ano.

### Canções
"É Duro Ser Bebê" é uma versão da canção francesa "Dur dur d'être bébé!", sucesso na voz do cantor mirim Jordy. A música original é um dos maiores sucessos de um cantor vindo da França, e conduziu Jordy a aparecer no  Livro Guinness dos Recordes como o cantor mais jovem a ter um single em primeiro lugar de vendas.
"Sonho Tropical" é uma versão da música "Give A Little Love" do cantor e compositor Albert Hammond. Lançada originalmente em 1986, em seu álbum Hammond & West, a música apareceu nas paradas musicais da Alemanha e da Holanda.

## Lançamento
O álbum foi lançado em dois formatos: Compact disc (CD) e Fita cassete (K7), sendo a última vez que um álbum de Eliana foi lançado no segundo formato mencionado.

## Desempenho comercial
Comercialmente, tornou-se um sucesso. De acordo com o jornal Folha de S. Paulo apenas em 1997 o álbum vendeu mais de 350 mil cópias no Brasil, o que o tornou elegível a um disco de platina. A Associação Brasileira dos Produtores de Discos (ABPD) o certificou como disco de ouro após auditar vendas de 100 mil cópias levadas as lojas.

## Lista de faixas
- Créditos adaptados do encarte do CD Eliana, de 1997.[10]

| N.º            | Título                                               | Duração |  |
| 1.             | "Sacudi, Sacudi/Bom Dia, Como Vai?/Amarelinha"       | 4:08    |  |
| 2.             | "Xô Preguiça"                                        | 4:05    |  |
| 3.             | "Beijomania (Besomania)"                             | 3:35    |  |
| 4.             | "Álbum De Recordação"                                | 3:23    |  |
| 5.             | "Sonho Tropical (Give A Little Love)"                | 3:30    |  |
| 6.             | "É Duro Ser Bebê (Dur Dur D'être Bébé)"              | 3:36    |  |
| 7.             | "Sou Feliz"                                          | 3:09    |  |
| 8.             | "Eu Vou Pro Recreio"                                 | 2:44    |  |
| 9.             | "Meu Campeão"                                        | 3:45    |  |
| 10.            | "É Noite De São João"                                | 3:04    |  |
| 11.            | "Futuro É Presente"                                  | 3:34    |  |
| 12.            | "Tic-Tic-Tac / Meios de transporte / Bizuca"         | 3:35    |  |
| 13.            | "A Cigarra e a Formiga / As estações / Lá vem o sol" | 2:56    |  |
| 14.            | "Dança dos Dedinhos / Eliana-Nana / Passatempo"      | 3:13    |  |
| Duração total: | Duração total:                                       | 48:17   |  |

## Certificações e vendas
| Região                                              | Certificação | Vendas  |
| --------------------------------------------------- | ------------ | ------- |
| Brasil (Pro-Música Brasil)                          | Ouro         | 350,000 |
| *números de vendas baseados somente na certificação |              |         |

## Ligações Externas
- Eliana 1997 no iTunes